# Kefersteinia pastorellii
Kefersteinia pastorellii är en orkidéart som beskrevs av Dodson och David Edward Bennett. Kefersteinia pastorellii ingår i släktet Kefersteinia och familjen orkidéer. Inga underarter finns listade i Catalogue of Life.